# Rio Maicuru
Rio Maicuru är ett vattendrag i Brasilien.   Det ligger i delstaten Pará, i den centrala delen av landet, 1 700 km norr om huvudstaden Brasília.
Trakten runt Rio Maicuru består huvudsakligen av våtmarker. Runt Rio Maicuru är det mycket glesbefolkat, med 3 invånare per kvadratkilometer.